# ピピッとサンデー Waku Waku Mix
ピピッとサンデー Waku Waku Mix（ピピッとサンデーわくわくみっくす）は、2013年4月7日から2014年3月30日まで放送された文化放送のラジオ番組。  

## 番組概要
「大人の女子会」をコンセプトに、聴けば元気になり、昨日よりちょっぴりステキな自分になる。明日への活力になる、3時間の生ワイド番組である。アシスタントの砂山は後継番組の「SPORTS DISCOVERY from TOKYO SKYTREE TOWN STUDIO」に引き続き出演する。

## 放送時間
- 日曜日 13:00 - 16:00

## 出演者

### パーソナリティ
- MEGUMI

以下は週代わりで出演。
- LiLiCo
- 大久保佳代子（オアシズ）
- 小原正子（クワバタオハラ）

### アシスタント
- 砂山圭大郎（文化放送アナウンサー）

## タイムテーブル
- 13:00：オープニング
- 13:10：ピピッとランキング
- 13:25：トレンド コンシェルジュ
- 13:50：文化放送ニュース（担当：石川真紀）
- 13:53：天気予報
- 13:54：交通情報
- 14:00：トーク パーティー
- 14:25：WakuWaku トーク Mix Part1
- 14:30：デリシャス キッチン
- 14:53：天気予報
- 14:54：交通情報
- 15:00：あまーじょのSWEETSダイアリー
- 15:15：WakuWaku トーク Mix Part2
- 15:35：WakuWaku 競馬
- 15:50：エンディング